# Fanart
Fanart do episódio da caverna, de 
The Hunger Games, quando 
Katniss Everdeen cuida do 
ferimento de Peeta Mellark.
Fanart, fã-arte ou ainda Fanarte é uma obra de arte baseada em um personagem, fantasia, item ou obra notoriamente conhecida, que foi criada por  fãs. O termo pode ser aplicado tanto à arte feita por fãs de personagens de determinados livros e Músicas, como também arte derivada de mídias visuais, como quadrinhos, filmes e/ou Video games. Geralmente se refere a obras de arte de artistas amadores ou artistas não pagos por seu trabalho. É um trabalho feito por fãs de sua própria imaginação sobre a obra original, uma remodelação de personagens, ou apenas um desenho com o traço do fã que desenhou.

## Terminologia
O termo tem origem da língua inglesa onde "fan" significa "fã" em português; e "art" à "arte", composição artística (desenho, ilustração, pintura). Essa expressão é frequentemente usada ao se falar de desenhos de anime ou mangá.

## Copyright
Nos Estados Unidos as obras do tipo "FanArt" ou "Fan Art" são consideradas obras derivadas da obra original e cabe ao autor da obra original tomar decisões, bem como deter o monopólio dos direitos sobre a obra, em acordo com a Legislação Vigente.
Mas por outro lado, a Lei Americana permite que em casos de exceção, justificados judicialmente possam fazer uso destes direitos em obras "Fan Art", mesmo não sendo o autor e/ou detentor dos direitos da obra original.
No Brasil ainda se discute uma reforma na Lei de Direitos Autorais.